# Végveresmarti Sámuel (püspök)
Ifjabb Végveresmarti Sámuel, gyakran szerepel Veresmarti Vég Sámuel néven is (Pécel, 1734 – Kecskemét, 1807. július 17.) református lelkész, a Dunamelléki Református Egyházkerület püspöke 1790-től haláláig.

## Élete
Idősebb Végveresmarti Sámuel lelkész fia. Losoncon tanult. Kecskeméten, 1751 áprilisától Debrecenben, ahol köztanító is volt. 1760 őszén külföldre ment s félévi utazás után 1761. április 28-án a bázeli egyetem hallgatói közé lépett. Hazatérte után 1762-ben lelkész lett Szabadszálláson, majd 1777-ben Kecskeméten. A kecskeméti egyházmegye 1782-ben esperessé, a dunumelléki egyházkerület 1790-ben püspökké választotta.

## Művei
- Drága talentomnak… elásása (Gyászbeszéd gr. Teleki József felett; Pest, 1797)
- Egy Kiskunfélegyházán kivégzett református melletti lelkészi szolgálatáról szóló részletes jelentését a Czelder Figyelője (1882) közölte.

A felette Tóth Ferenctől (fülöpszállási lelkész). Kolmár Józseftől és Göböl Gáspártól tartott beszédek szintén megjelentek.